# Lista de filmes de My Little Pony
Esta é uma lista de filmes cinematográficas, filmes de distribuição de streaming, filmes direct-to-videos e especiais para televisão da franquia My Little Pony.

## Década de 1980 (1.ª geração)
Durante 1984 até 1986, foram lançados os filmes para televisão como Rescue at Midnight Castle, Escape from Catrina, e o filme cinematográfico de My Little Pony: The Movie. Os programas especiais para televisão, o filme e a série de televisão estavam todos no mesmo ambiente: Vale dos Sonhos (Dream Valley em inglês), uma terra habitada por bruxas, goblins e outras criaturas mágicas com as quais os pôneis, sua amiga humana Megan e seu amigo dragão Spike interagiam.
| # | Título                                                                               | Dirigido por  | Escrito por           | Data de exibição                           |
| --- | ------------------------------------------------------------------------------------ | ------------- | --------------------- | ------------------------------------------ |
| N–A | "Rescue at Midnight Castle" Resgate para Castelo da Meia-Noite"                      | John Gibbs    | George Arthur Bloom   | 14 de abril de 1984                        |
| A história começa no reino pacífico Vale dos Sonhos (Dream Valley em inglês), onde a vida tranquila dos pôneis é ameaçada pela chegada dos terríveis monstros chamados Stratadonti que sequestram alguns pôneis e os levam para dentro do castelo da meia-noite escura. Desesperado, Firefly, um pônei que pode voar como um pegasus, sai em busca de alguma ajuda e tropeça em uma adolescente humana chamada Megan que concorda em ajudar o pônei. Megan descobre que os monstros que atacaram Vale dos Sonhos foram enviados por Tirek, uma criatura cruel que precisa usar o poder mágico dos pôneis para puxar o seu Carro da Escuridão. |                                                                                      |               |                       |                                            |
| N–A | "Escape from Catrina" Escapada para Catrina"                                         | TDA           | George Arthur Bloom   | 23 de março de 1985                        |
| Os pequenos pôneis se preparam para uma festa "Welcome Back" para sua amiga humana, Megan. Enquanto isso, pequenos furballs chamados Bushwoolies são os escravos de uma bruxa felina chamada Catrina e são vigiados por um lagarto que muda de forma chamado Rep. Quando os Bushwoolies escapam, Catrina sequestra Baby Moondancer e Rainbow of Light para forçar os pôneis a serem seus novos escravos. |                                                                                      |               |                       |                                            |
| N–A | "My Little Pony: The Movie" Meu Pequeno Pónei: O Filme / Meu Querido Pônei: O Filme" | Michael Joens | Joe Bacal Tom Griffin | 20 de junho de 1986 25 de dezembro de 1986 |
| No Castelo dos Sonhos (Dream Castle em inglês), os pequenos pôneis estão preparando para comemorar um festival do primeiro dia da primavera. A partir do vulcão de Gloom, a bruxa má Hydia assiste ao evento através de seu caldeirão e, revoltado com a frivolidade, diz a suas filhas que eles devem arruiná-los. As filhas de Hydia, Draggle e Reeka, são inexperientes em fazer travessuras e falham totalmente em arruinar o festival. Eles voltam ao vulcão de Gloom em desgraça, onde Witch Hydia apresenta um plano melhor - eles vão fazer um smooze. As irmãs coletam uma série de ingredientes repugnantes, mas negligenciam obter o Phlume, a perspectiva do que aterroriza-los. O feitiço parece funcionar independentemente, criando uma piscina de lava roxo senciente que alegremente enterra a Terra dos pôneis (Ponyland em inglês). |                                                                                      |               |                       |                                            |

## Década de 2000 (3.ª geração)
Entre 2003 e 2009, os pôneis apareceram em uma série de curtas-metragens e longas-metragens lançadas diretamente em vídeo. A maioria deles foram produzidos pela SD Entertainment.

### Filmes longas-metragens
| # | Título | Dirigido por  | Escrito por                  | Data de exibição       |
| --- | --- | ------------- | ---------------------------- | ---------------------- |
| 1 | "My Little Pony: A Very Minty Christmas" Meu Querido Pônei: Um Doce Natal"                                            | Vic Dal Chele | Pat Romano Jennie Romano     | 25 de outubro de 2005  |
| Minty acidentalmente quebra o "Aqui Vem Bengala de Natal", que aparentemente orienta o Papai Noel para Ponyville. Para tentar compensar isso, Minty dá a cada pônei uma de suas meias (ela as pendura as meias nas lareiras dos outros pôneis). Quando Pinkie Pie descobre o que Minty tem feito, Minty afirma que a doação de meias é uma má ideia, e então decide que ela deve ir para o próprio Polo Norte para corrigir as coisas. Minty é terrível no voo de balão, então a perseguição de salvá-la no processo de salvar o Natal. | |               |                              |                        |
| 2 | "My Little Pony: The Princess Promenade" Meu Querido Pônei: O Passeio da Princesa"                                    | Vic Dal Chele | Jeanne Romano                | 7 de fevereiro de 2006 |
| O Passeio da Primavera está quase aqui, e os pôneis estão se preparando para isso com a ajuda das Breezies. Mas uma erva daninha problemática aterra Wysteria e Pinkie Pie em uma caverna misteriosa onde Spike, o dragão tem dormido por mil anos. Ele faz Wysteria como uma princesa, mas Wysteria aprende que é mais importante ser fiel a si mesmo. | |               |                              |                        |
| 3 | "My Little Pony Crystal Princess: The Runaway Rainbow" Meu Querido Pônei: Princesa de Cristal: Em Busca do Arco-Íris" | John Grusd    | Jeanne Romano                | 12 de setembro de 2006 |
| A Celebração do Arco-Íris está quase perto, enquanto todos em Ponyville prepara e espera o primeiro arco-íris do ano. Enquanto isso, na cidade mágica de Unicornia, Cheerilee está ensinando um jovem pônei unicórnio chamado Rarity sobre ser uma princesa do arco-íris e seus deveres para fazer o primeiro arco-íris do ano usando a varinha mágica. Rarity ainda é jovem e ela acidentalmente usa a varinha, que por sua vez teletransporta-la para o meio de Breezie Blossom. Cheerilee, Brights Brightly e Whistle Deseja aventurar-se fora de Unicornia em busca dela. Rarity faz amizade com os Breezies e eles visitam Ponyville e mais tarde Rarity sente saudade de casa. Pinkie Pie, Minty, RainbowDash, Spike e os Breezies ajudá-la em chegar em casa, apenas em tempo para ver o primeiro arco-íris do ano. | |               |                              |                        |
| 4 | "My Little Pony: A Very Pony Place" Meu Querido Pônei: Um Lugar Muito Pônei"                                          | John Grusd    | Jeanne Romano Bonnie Solomon | 6 de fevereiro de 2007 |
| 5 | "My Little Pony: Twinkle Wish Adventure" Meu Querido Pônei: A Estrela dos Desejos"                                    | John Grusd    | Sherri Stoner                | 13 de outubro de 2009  |
| O Festival Desejos do Inverno está finalmente chegando e todos os pôneis em Ponyville estão animados para ver uma estrela Twinkle Wish, desejando que concede a cada pônei um desejo especial. No entanto, depois de Twinkle Wish ser sequestrada por uma dragão chamada Whimsey Weatherbe, todo o evento está enfrentando um grande dilema que cabe a Pinkie Pie e seus amigos recuperá-la antes da noite do festival, caso contrário, os desejos de todos não serão concedido, e o festival seria arruinado. | |               |                              |                        |

### Filmes curtas-metragens
| # | Título | Dirigido por              | Escrito por                  | Data de exibição      |
| --- | --- | ------------------------- | ---------------------------- | --------------------- |
| 1 | "My Little Pony: A Charming Birthday" Meu Querido Pônei: Um Encanto de Aniversário"                                      | Paul Sabella Dan Kuenster | Heanne Romano                | 8 de dezembro de 2003 |
| Os aniversários são grandes no mundo de My little Pony, e todos obtêm no divertimento! E nada é mais divertido do que uma surpresa, exceto uma surpresa realmente grande! Mas esse é o problema. É hora do aniversário para o Kimono e é duro realmente surpreender o pônei o mais sábio em todo o Ponyville. Na verdade, ninguém nunca fez isso! Mas Razzaroo, Minty, e todos os seus amigos têm certeza vai tentar! Venha conhecer todos os nossos amigos pôneis e veja se eles podem finalmente surpreender o pônei mais inesperado na terra. Com um pouco de imaginação e trabalho em equipe ... e um pouco de sorte... eles só podem fazer este o mais encantador aniversário de Kimono já teve! Nota: Pertence o filme em DVD My Little Pony: The Princess Promenade. | |                           |                              |                       |
| 2 | "My Little Pony: Dancing in the Clouds" Meu Querido Pônei: Dançando nas Nuvens"                                          | John Grusd                | Jeanne Romano                | 2 de dezembro de 2004 |
| Os pôneis estão se divertindo na feira quando Twinkle Twirl pede Sky Wishes para um desejo especial. Ela deseja inspirar uma ajuda para fazer uma dança especial, para a Bola de Amizade que estão hospedando naquela noite. Eles seguem uma pipa acreditando que a captura vai conceder desejos e, em seguida, eles gostam de um passeio em uma montanha-russa. Isso dá Twinkle Twirl uma ideia. Ela mostra os outros pôneis sua dança russa, mas eles precisam de mais prática. Os desejos do céu seguem a mesma pipa a uma cachoeira especial do arco-íris onde um pônei de pêgasos nomeado Star Catcher ouve seu desejo ajudar Twinkle Twirl. Star Catcher concede o desejo de Sky Wishes e leva-la usando borboleta sob cascos de Sky Wishes, para um lugar na cachoeira. Ela diz Sky Wishes esta na Ilha Butterfly, na sua casa e ela não pode contar a ninguém sobre isso. Ela então deixa Sky Wishes ter mais um desejo. Sky Wishes então usa as borboletas para elevar todos os outros dançarinos na Bola da Amizade, acima dos outros pôneis e eles colocam em uma performance que ninguém vai esquecer. Nota: Pertence o filme em DVD My Little Pony: A Very Minty Christmas. | |                           |                              |                       |
| 3 | "My Little Pony: Friends Are Never Far Away!" Meu Querido Pônei: Os Amigos Nunca Estão Longe"                            | John Grusd                | Jeanne Romano                | 27 de agosto de 2005  |
| Sky Wishes e Star Catcher querem que todos em Ponyville e Ilha Butterfly se encontrem e se conheçam. Mas os pôneis pégasos são muito tímidos, assim que têm uma festa voando alto com jogos do divertimento, música e mesmo um sundae milha-alto! Nota: Pertence o filme em DVD My Little Pony: The Runaway Rainbow. | |                           |                              |                       |
| 4 | "My Little Pony: Greetings from Unicornia" Meu Querido Pônei: Saudações de Unicornia"                                    | Vic Dal Chele Davis Doi   | Jeanne Romano                | 13 de março de 2006   |
| Os pôneis estão jogando fora com uma bola, quando um arco-íris bate sobre Pinkie Pie e um cartão postal cai fora dela. É do Rainbow Dash, todo mundo corre para descobrir o que ela tem a dizer. O Rainbow Dash está no Castelo do Arco-Íris em Unicornia. Ela diz o quanto ela sente falta de todos eles e deseja que eles estavam lá. Ela diz que "Rarity deu-lhe um passeio do Castelo de Cristal", em seguida, corta para Rarity mostrando Rainbow Dash ao redor. Rarity mostra o seu arco "Hello Hello" que ecoa tudo o que dizem. Elas, em seguida, encontrar uma porta do arco-íris e está cheio de grandes bolas elásticas. Eles vão saltando sobre eles ao redor da sala e pela janela. Depois de uma canção de Rainbow Dash recebe Rarity para postar o cartão postal para ela. Vê-lo chegar aos pôneis de arco-íris e como Puzzlemint lê "gostaria que estivesse aqui", Rainbow Dash e os unicórnios aparecem em sua carruagem para se juntar aos outros pôneis. Nota: Pertence o filme em DVD My Little Pony Crystal Princess: The Runaway Rainbow. | |                           |                              |                       |
| 5 | "My Little Pony: Pinkie Pie and the Ladybug Jamboree" Meu Querido Pônei: Pinkie Pie e a Joaninha da Diversão"            | Vic Dal Chele             | Jeanne Romano                | 5 de maio de 2006     |
| Os pôneis estão prestes a realizar um musical mágico no palco e todo mundo está praticando, mas ninguém está tocando juntos. Pinkie Pie tem um esconde um mindinho que seja sua maneira de resolver um problema. Uma nuvem de sonho aparece acima da cabeça de Pinkie e mostra todos os que tocam na banda bem juntos e também as partes que eles deveriam estar tocando, mas uma joaninha que caia no nariz dela, faz com que Pinkie caia derrubando-a do esconder pinkie. Um pouco mais tarde no show, a mesma joaninha dá Pinkie a ideia de seu nome de banda e todos eles executam bem no palco vestido como joaninhas. Nota: Pertence o filme em DVD My Little Pony: The Princess Promenade. | |                           |                              |                       |
| 6 | "My Little Pony: Pinkie Pie's Special Day" Meu Querido Pônei: Dia Especial de Pinkie Pie"                                | John Grusd                | Jeanne Romano Bonnie Solomon | 2008                  |
| Pinkie Pie é o melhor amigo de todos e neste dia especial, todos os pôneis jogá-la a mais doce celebração porque ela é uma amiga incrível. | |                           |                              |                       |
| 7 | "My Little Pony: Starsong and the Magic Dance Shoes" Meu Querido Pônei: Starsong e a Tênis de Dança Mágica"              | John Grusd                | Jeanne Romano Bonnie Solomon | 2008                  |
| Pinkie Pie perdeu os sapatos de dança da Starsong. Ela tinha procurado por todos os lugares e ainda não tinha encontrado quando Starsong chega. Ela confessa que não consegue encontrar os sapatos, então Starsong sugere dançar sem eles, mas não é tão divertido. Ambos olham um pouco mais para os sapatos, eles olham no armário, mas os sapatos estão debaixo da cama e os sapatos dançam em vista. Os pôneis usá-los e colocar em um show de dança, pedindo aos telespectadores para se juntar a eles. | |                           |                              |                       |
| 8 | "My Little Pony: Rainbow Dash's Special Day" Meu Querido Pônei: Dia Especial de Rainbow Dash"                            | John Grusd                | Jeanne Romano Bonnie Solomon | 2009                  |
| Rainbow Dash é a menina glamour de Ponyville! Todos seus amigos vêm a ela para o conselho no divertimento, na forma e nas maneiras de olhar seu muito mais melhor. | |                           |                              |                       |
| 9 | "My Little Pony: Waiting for the Winter Wishes Festival" Meu Querido Pônei: Esperando o Festival dos Desejos de Inverno" | John Grusd                | Jeanne Romano Bonnie Solomon | 13 de outubro de 2009 |
| Como Scootaloo fica impaciente com a espera para o Festival dos Desejos de Inverno, seus amigos tentam animá-la com uma música sobre suas coisas favoritas para fazer durante o festival. Nota: Pertence o filme em DVD My Little Pony: Twinkle Wish Adventure. | |                           |                              |                       |

## Década de 2010 (4.ª geração)
Foram exibidos quatro filmes para televisão da série Equestria Girls e um filme cinematográfico, baseado nos eventos de My Little Pony: A Amizade É Mágica.

### SérieEquestria Girls
| # | Título | Dirigido por                             | Escrito por                  | Data de exibição                                                                                         |
| --- | --- | ---------------------------------------- | ---------------------------- | --- |
| 1 | "My Little Pony: Equestria Girls" My Little Pony: Equestria Girls"                                            | Jayson Thiessen                          | Mark Kuehnel                 | 16 de junho de 2013[carece de fontes?] (cinema) 1 de setembro de 2013 (Hub Network) 6 de outubro de 2013 |
| Twilight está perseguindo um ladrão que roubou a coroa do Império de Cristal. Ela acidentalmente vai parar num mundo paralelo onde acaba se transformando em uma tipica adolescente e precisará enfrentar a vida no ensino médio e ao mesmo tempo, continuar atrás da coroa. Mas ela não estará sozinha neste empreitada. Suas amigas Rarity, Rainbow Dash, Pinkie Pie e Fluttershy vão ajudá-la nesta missão. | |                                          |                              | |
| 2 | "My Little Pony: Equestria Girls – Rainbow Rocks" My Little Pony: Equestria Girls – Rainbow Rocks"            | Jayson Thiessen Ishi Rudell (co-diretor) | Rachel Kenzie                | 27 de setembro de 2014 (cinema) 17 de outubro de 2014 (Discovery Family) 9 de novembro de 2014           |
| Canterlot High está realizando um evento musical, Twilight Sparkle e suas amigas resolvem participar da competição com sua nova banda. Mas quando um novo grupo de garotas chegam, o que era um evento amigável se torna uma Batalha de Bandas. As meninas agora terão de se esforçar ao máximo para conquistar o primeiro lugar e restaurar a harmonia em Canterlot High.                                     | |                                          |                              | |
| 3 | "My Little Pony: Equestria Girls – Friendship Games" My Little Pony: Equestria Girls – Jogos da Amizade"      | Ishi Rudell                              | Josh Haber                   | 17 de setembro de 2014 (cinema) 26 de setembro de 2015 (Discovery Family) 26 de setembro de 2015         |
| Elas então se deparam com uma competição, o “Jogos da Amizade”, onde o uso dos poderes mágicos não é permitido. Quando as equipes se preparam para dar o melhor de si, surge a misteriosa Twilight Sparkle, líder de um grupo de atletas de potencial. | |                                          |                              | |
| 4 | "My Little Pony: Equestria Girls – Legend of Everfree" My Little Pony: Equestria Girls – A Lenda de Everfree" | Ishi Rudell                              | Kristine Songco Joanna Lewis | 1 de outubro de 2016 (Netflix) 5 de novembro de 2016 (Discovery Family) 24 de setembro de 2016           |
| A trama acompanha as eternas amigas Rainbow Dash, Pinkie Pie, Fluttershy, Twilight Sparkle, Rarity, Applejack e Sunset Shimmer, junto com Spike e os estudantes da Canterlot High numa viagem para o acampamento Everfree. Tudo segue bem, mas a noite, um dos estudantes narra um conto de terror, e coisas estranhas passam a acontecer.                                                                     | |                                          |                              | |

### Filme cinematográfico
| # | Título                                                                                | Dirigido por    | Escrito por    | Data de exibição                          |
| --- | ------------------------------------------------------------------------------------- | --------------- | -------------- | ----------------------------------------- |
| 1 | "My Little Pony: The Movie" My Little Pony: O Filme / The Movie - A Magia dos Pôneis" | Jayson Thiessen | Braden Oberson | 5 de outubro de 2017 6 de outubro de 2017 |
| Uma nova força sombria ameaça Ponyville e as Mane Six – Twilight Sparkle, Applejack, Rainbow Dash, Pinkie Pie, Fluttershy e Rarity – embarcam em uma inesquecível jornada além de Equestria onde elas irão encontrar novos amigos e desafios exitantes em uma busca para usar a magia da amizade e salvar sua casa. |                                                                                       |                 |                |                                           |

## Década de 2020 (5.ª geração)
Foi exibido na Netflix, um filme de distribuição de streaming, iniciando a 5.ª geração.
| # | Título                                                           | Dirigido por                 | Escrito por                 | Data de exibição       |
| --- | ---------------------------------------------------------------- | ---------------------------- | --------------------------- | ---------------------- |
| 1 | "My Little Pony: A New Generation" My Little Pony: Nova Geração" | Robert Cullen José Luis Ucha | Gillian Berrow Tim Sullivan | 24 de novembro de 2021 |
| Muitos anos após My Little Pony: A Amizade É Mágica, uma jovem pônei terrestre chamada Sunny Starscout ainda vê esperança em uma Equestria onde os ensinamentos de Twilight Sparkle sobre amizade e harmonia foram substituídos por paranóia e desconfiança e as três espécies de pôneis vivem segregadas umas das outras. No entanto, quando ela conhece uma unicórnio perdida chamada Izzy Moonbow, as duas embarcam em uma aventura com números musicais, um roubo de joias, teorias da conspiração e o lulu-da-pomerânia voador mais fofo do mundo. |                                                                  |                              |                             |                        |